# Potamonautes idjiwiensis
Potamonautes idjiwiensis é uma espécie de crustáceo da família Potamonautidae.
É endémica de República Democrática do Congo.
Os seus habitats naturais são: lagos de água doce.